# Иначе
«Иначе» — восемнадцатый студийный альбом группы «ДДТ», вышедший в октябре 2011 года.
Расширенное издание альбома имеет дополнительный диск, носящий название «P.S.», на котором собраны песни, написанные в разные годы, но не вошедшие ни в один альбом. Они не умещаются ни в какую концепцию.  Все 28 композиций «Иначе/P.S.» выложены группой «ДДТ» на сайте YouTube.

## Об альбоме
Смысл новой программы ДДТ, по словам Юрия Шевчука, заключается в том, что «надо попробовать жить иначе, не довольствуясь шаблонами и штампами. Не стать болтом общества потребления […], а просто быть человеком. Программа об ином способе существования». Вместе с тем, лидер «ДДТ» охарактеризовал новый альбом как «жёсткий и социальный», а основной темой назвал «свободу во всех её пониманиях». По словам Шевчука, это — программа-мечта, в которой лирический герой находится в сложных поисках своего мироощущения и, освобождаясь от предметного мира, идёт к свободе. Лирический герой альбома — своего рода Гамлет XXI века, однако перед ним не стоит вопроса «Быть или не быть?», он точно знает — «Быть!», но вопрос — как именно? Говоря о лирическом герое, Шевчук выражает надежду на эпоху Неовозрождения для него и для России в целом.
В 2010—2011 годах, во время работы над альбомом, из ДДТ ушли музыканты старого питерского состава: Игорь Доценко, Михаил Чернов и Павел Борисов, поскольку никто из них не видел себя в новой программе. Чернов в интервью заметил, что было некомфортно из-за смены звучания — группа стала компьютерной. С Доценко во время работы над одной из песен случился творческий кризис. Он сказал Шевчуку: «Я не хочу это играть, может, ты возьмёшь барабанщика помоложе, который такой стиль больше любит». Был устроен конкурс, по итогам которого выбрали Артёма Мамая. Михаил спросил Шевчука: «Скоро кончится тем, что я приду на репетицию и увижу кого-то другого на своём месте». Он ответил: «Такое может случиться. Ты устаёшь, ты старенький, тебе тяжело играть, тяжело ездить». После гастролей в Израиле Чернову сказали, что в следующую европейскую поездку его не возьмут.

## Концертный тур
«Мы придумали совершенно уникальную программу, это даже не концерт в прямом смысле этого слова, это шоу. С самого начала мы задумали единство визуального, музыкального и светового. Мне даже пришлось писать либретто, словно это опера».
Работа над новой программой шла в течение двух лет; для реализации проекта были привлечены около 60 человек, включая художника-авангардиста Алексея Сая. Для каждой композиции был отснят свой видеоряд, транслируемый 60-метровым экраном. Роль главного героя исполнил киевский актёр Андрей Фёдоров. Концертная программа сочетает в себе индустриально-металлический звук и авангард, философскую лирику и речитатив.
Премьера концертной программы «Иначе» прошла 9 ноября 2011 года в спорткомплексе «Олимпийский», Москва; выступление было названо Нашим радио «лучшим концертом года». Весной 2012 года программа с успехом проходит в Великобритании (в Hammersmith Apollo), Франции, Финляндии и Израиле; в июне — звучит на рок-фестивале The Best City.Ua. В мае 2013 года программа звучит в Германии, а зимой 2013 года ДДТ отправляются в большое североамериканское турне, которое завершается 27 января 2014 года на сцене Hammerstein Ballroom, Манхэттен, Нью-Йорк.
5 апреля 2012 года вышел фильм-концерт «Небо под сердцем», посвящённый презентации новой программы в спорткомплексе «Олимпийский» и одновременно сфокусированный на жизненной философии лидера ДДТ. В 2014 году на CD и DVD вышел Live in Essen с записью концерта в Эссене 11 мая 2013 года; в первом отделении была целиком сыграна программа «Иначе».
Александр Градский в интервью 2013 года, говоря об отечественной концертной индустрии, отметил: «…концертных директоров в России сравнительно немного. Все они перезваниваются и знают, кого куда звать. Они знают, допустим, что Шевчук собирает дворцы спорта — звать его на меньшую аудиторию не имеет смысла, он везёт с собой многотонную аппаратуру и показывает шоу, в наше время это своего рода подвижничество».

## Издания
Альбом доступен как в формате одного CD, так и в двухдисковом издании Иначе/P.S.. В буклете к альбому можно видеть авторские исправления в текстах песен. В 2012 году фирма Navigator Records выпустила «P.S.» в виде отдельного CD.
4 ноября 2015 года компания Imagine-Club выпустила виниловую пластинку «Иначе» тиражом 1000 экземпляров. Дизайн был разработан Владимиром Дворником, основным художником группы до 2008 года, не принимавшим участие в создании оригинального оформления. Пластинка была выпущена в 2-х вариантах: 1. чёрный конверт и белый винил, 2. белый конверт и чёрный винил.

## Список композиций

### Иначе
| №   | Название                | Длительность |
| --- | ----------------------- | ------------ |
| 1.  | «Noise № 1»             | 1:31         |
| 2.  | «Родившимся этой ночью» | 5:25         |
| 3.  | «Солнечный свет»        | 4:02         |
| 4.  | «Эй, ты, кто ты»        | 5:47         |
| 5.  | «Пустота»               | 4:30         |
| 6.  | «Кризис»                | 4:24         |
| 7.  | «Проводник»             | 3:48         |
| 8.  | «Напиши мне, напиши»    | 5:43         |
| 9.  | «Встреча»               | 5:47         |
| 10. | «За тобой пришли»       | 4:05         |
| 11. | «Новая Россия»          | 2:43         |
| 12. | «Noise № 2»             | 1:17         |
| 13. | «Песня о времени»       | 5:35         |
| 14. | «Когда ты была здесь»   | 3:34         |
| 15. | «Песня о свободе»       | 4:17         |
| 16. | «Юго-Западный ветер»    | 4:24         |

### P.S.
| №   | Название                              | Длительность |
| --- | ------------------------------------- | ------------ |
| 1.  | «Серый боров» (2009)                  | 5:25         |
| 2.  | «Моногород» (2008)                    | 3:44         |
| 3.  | «Басня о власти» (2006)               | 3:33         |
| 4.  | «Больница» (2006)                     | 4:11         |
| 5.  | «Песня расстроенного человека» (2009) | 6:12         |
| 6.  | «Повелитель мух» (2006)               | 3:45         |
| 7.  | «Made in China» (2005)                | 5:00         |
| 8.  | «Нежность» (2004)                     | 3:56         |
| 9.  | «Где мы летим» (2002)                 | 4:21         |
| 10. | «Северный гранит» (2001)              | 4:20         |
| 11. | «Рок-н-ролльная муза» (2010)          | 3:14         |
| 12. | «Хич» (1985)                          | 2:21         |

## Песни
«Родившимся этой ночью». «Она была написана как начальная песня. Это прощание с XX веком. Со всеми его плюсами и минусами. И следующая песня идёт уже в будущее. Она называется „Солнечный свет“. А это прощание, о тех поколениях, которые родились до нас с вами, которые пытались построить светлую жизнь и у них ничего не получилось. И мы следующие, следующие молодые люди, которые также будут воевать, строить, любить, бороться, рубиться, играть новую музыку».
«Напиши мне, напиши». «Песня достаточно старая. Я её написал в XXI веке, но в самом начале. Да, но песня хорошая, мы её переанжировали. Наша борьба подошла к концу, на стене телевизором тюремная клеть. Песня — поиск самого себя. Потому что иногда бывает, что ты бьешься за что-то, за белое, как тебе кажется, а сидишь в полной чёрной яме при этом. То есть ты ограничен своими представлениями о добре и зле. Ограничен. И когда идёт чёрно-белая борьба, мы всегда проигрываем».
«Песня о свободе». «Я в ней, прежде всего, пытался уйти от политики. О том, что они вот сволочи, а мы все хорошие… нет. Песня, мне кажется, получилась глубже. Почему? Потому что она лиричнее. Лирика всегда глубже, чем любая политическая, даже самая крутая песня. Я не против плаката в рок-музыке, но здесь о свободе. Это самая свежая песня, я её написал этой весной. Я её, может быть, даже не дописал, некоторые слова я ещё ищу, но надо было её выпускать… ладно. Потому что вот последняя строчка, я вот хочу посоветоваться со слушателями: „… серая речь в тёмном больном окне…“. Мне вот позавчера строчка приснилась: „…серая речь в глухонемом окне…“, может быть лучше, может быть точнее? Ну, до сих пор ещё строчки сыпятся. Она свежая, она о внутренней свободе». 18 февраля 2024 года в ходе концерта в Астане Юрий Шевчук посвятил песню погибшему за два дня до этого политику Алексею Навальному (Взойдёт солнце. Позавчера погиб Алексей Навальный. Который нам, россиянам, говорил о свободе. И хорошо говорил о ней. И напоминал, что мы можем все стать свободными в самом лучшем смысле этого слова. Он говорил, что вера без свободы — это фанатизм. Что труд без свободы — это рабство. Дешёвое, тяжёлое рабство. Что любовь без свободы — это деспотия. Ничто не бывает без свободы, всё окрашено в чёрный цвет).
Первый вариант «Где мы летим» был сочинён Юрием Шевчуком ещё в 2002 году; первоначально песня носила название «Джаз» и исполнялась на концертах ДДТ в нулевых годах. Шевчук: «Мы выбрали итоговую аранжировку, она более романтичная и она о тех людях, которых носит сейчас по свету. Границы открыты, я вижу наших россиян в разных аэропортах мира, в разных странах. Вот об этом народе, который все время куда-то пытается уехать, куда-то сбежать, что-то найти — тот же рай на земле… А на самом деле все они бегут от самих себя. И никуда бежать, может быть, и не надо. А поискать в себе мир, гармонию и эти пространства.
Известность получило исполнение композиции на концерте «Акустика. Барокко» 2006 года, показанном по телевидению. Альбомная версия исполняется дуэтом с бэк-вокалисткой ДДТ Алёной Романовой.
На песню «Юго-западный ветер» был снят клип в конце 2011 года. 12 декабря 2012 года официально представлен клип на песню «Где мы летим» (режиссёр — Александр Котт, в главной роли — Чулпан Хаматова); 14 марта 2018 года — клип «Когда ты была здесь», посвящённый покойной жене Шевчука Эльмире Бикбовой (режиссёр — Алексей Сай).

## Участники записи
- Юрий Шевчук — вокал, гитара, тексты, основные музыкальные темы, сведение
- Константин Шумайлов («Кот») — клавишные, семплеры, программирование, бэк-вокал.
- Иван Васильев («Дядя Ваня») — труба.
- Алексей Федичев — соло-и лидер гитары, программирование, бэк-вокал.
- Роман Невелев — бас-гитара, бэк-вокал.
- Антон Вишняков — тромбон.
- Артём Мамай — барабаны, вибрафон.
- Алёна Романова — бэк-вокал, голос, вокал

А также:
- Игорь Доценко — барабаны (Пустота, Встреча, Моногород, Басня о власти, Нежность, Больница)
- Павел Борисов — бас-гитара (Пустота, Моногород, Басня о власти, Нежность, Больница)
- Михаил Чернов («дядя Миша») — саксофон (Пустота, Встреча, Моногород)

В записи альбома также принимали участие:
- Кирилл Бубякин — тенор-саксофон
- Сергей Богданов — баритон-саксофон
- Игорь Балакирев — вокал («Нежность»)
- Герман Бешуля — скрипка
- Сергей Ломовский — скрипка
- Андрей Усов — альт
- Николай Солонович — виолончель
- Артур Ахметсафин — рингтон «Марсельезы»

Технический персонал 
- Игорь Тихомиров — запись
- Максим Кравцов — сведение, гитара
- Мурад Мазен (Англия) — мастеринг

## Чартова Дюжина
| Песня                          | МП | КН |
| ------------------------------ | -- | -- |
| «Родившимся этой ночью» (2011) | 1  | 8  |
| «Песня о свободе» (2011—2012)  | 1  | 22 |
| «Напиши мне, напиши» (2012)    | 1  | 8  |
| «Где мы летим» (2012)          | 1  | 11 |

МП — максимальная позиция, КН — количество недель.
- Песня «Родившимся этой ночью» заняла 11 место по итогам 2011 года
- Песни «Где мы летим» и «Песня о свободе» заняли по итогам 2012 года соответственно 10 и 1 места

## Критика и приём
«Новая газета» назвала альбом и одноимённый концертный тур главным музыкальным событием 2012 года.
Одни критики отмечают удачный симбиоз рок-музыки, электроники и духовых инструментов; а также музыкальные отсылки к Nine Inch Nails, (например, в песне «Эй ты, кто ты»), или U2 («Встреча», «Made in China»); другие сравнивают программу в целом со знаменитым альбомом The Wall группы Pink Floyd. Однако, несмотря на сходство фабулы, концептуальность этого альбома не так жестка — некоторые вошедшие в альбом песни к ней не относятся, они лиричнее и интимнее.